# Edgar Augustus Jerome Johnson
Pour les articles homonymes, voir Johnson.

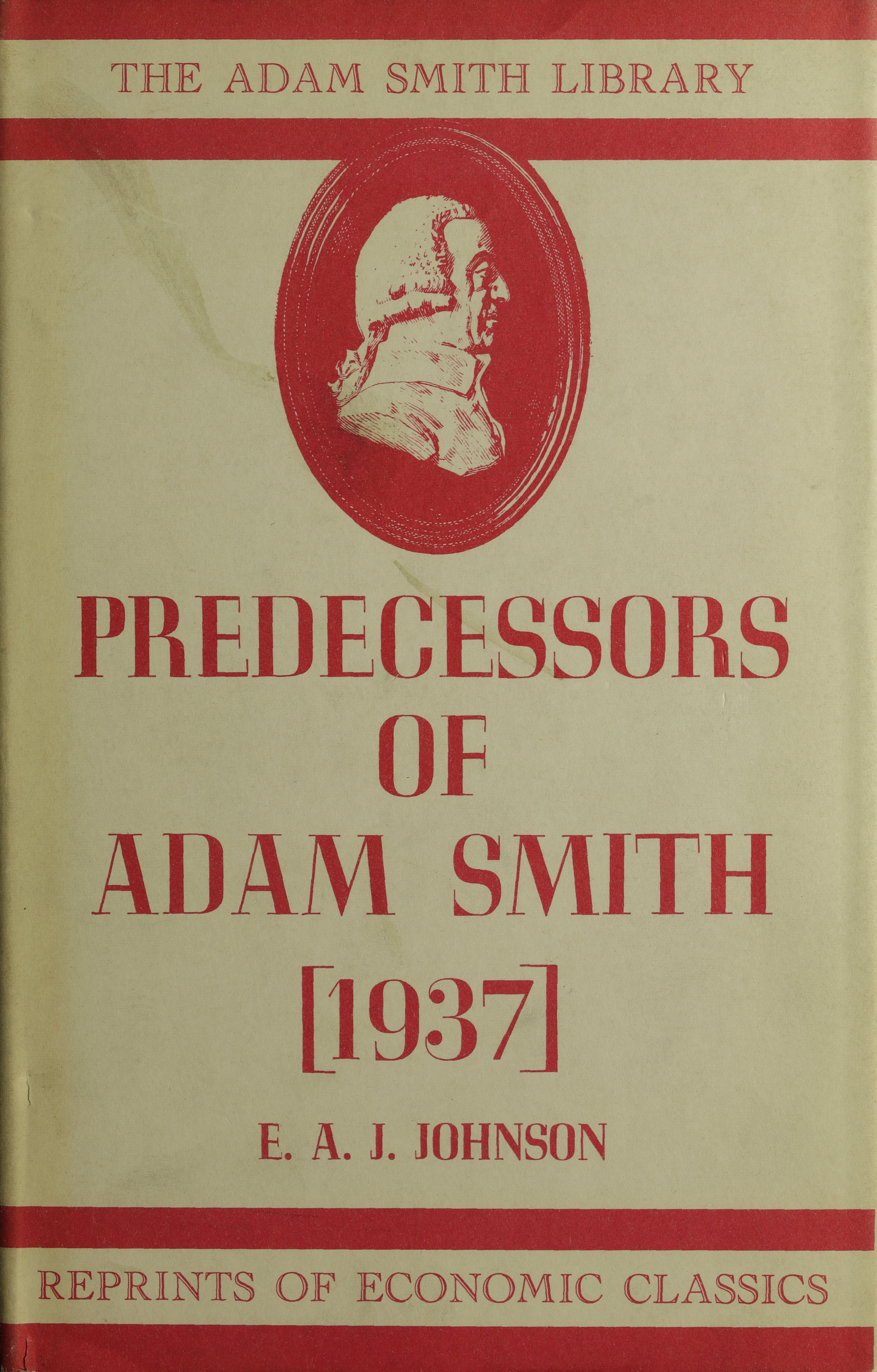
Predecessors of Adam Smith, page de titre, édition 1965

Edgar Augustus Jerome Johnson, né en 1900 et mort en 1972, est un économiste américain, professeur d'histoire économique à la Paul H. Nitze School of Advanced International Studies.
Il a été consultant auprès de la mission américaine de développement international (AID) en Inde, conseiller économique auprès de la mission de l'Administration de la coopération économique (Economic Cooperation Administration - ECA) en Grèce, directeur de l'ECA en Corée et ministre du Commerce puis gouverneur civil pour le gouvernement intérimaire de Corée.

## Œuvres
- American Economic Thought in the Seventeenth Century, New York, Russell & Russell, 1961 (lire en ligne)
- Predecessors of Adam Smith, New York, Augustus M. Kelley, coll. « Reprints of Economic Classics », 1965 (1re éd. 1937) (lire en ligne)
- American Imperialism in the Image of Peer Gynt: Memoirs of a Professor-Bureaucrat, University of Minnesota Press, 1971 (ISBN 978-0-8166-5796-4, lire en ligne)